# SHALOM (satellite)
SHALOM (acronyme de Spaceborne Hyperspectral Applicative Land and Ocean Mission) est un système d'observation de la Terre en cours de développement, réalisé en coopération par l'Agence spatiale israélienne et l'Agence spatiale italienne.
Ce système, prévu d'être opérationnel en 2021, a pour objectif de commercialiser des images hyperspectrales à partir de données acquises par deux satellites.

## Historique
En 2010, les deux agences spatiales israélienne et italienne se sont mises d'accord pour développer un programme de satellites dans le domaine hyperspectral. Des études préliminaires commencèrent en 2012.
En octobre 2015, un mémorandum d'entente (MoU) est signé et le système est prévu d'être opérationnel en 2021.
Le coût du projet est estimé à environ 200 millions de dollars, séparés en parts égales entre les deux pays.

## Mission
Le but de ce système est de commercialiser des images des surfaces terrestres et des côtes principalement, pour différentes applications : agriculture de précision (ex : analyse de la salinité), surveillance de l'environnement et de la pollution atmosphérique, analyse de sol et de minéraux, surveillance des milieux aquatiques, etc.
Les données collectées permettront la réalisation de cartes et de modèles.

## Segment spatial
Le segment spatial s'articulent autour de deux satellites avec des capacités hyperspectrales qui seront placés sur la même orbite que les satellites italiens COSMO-SkyMed lancés entre 2007 et 2010. La revisite est de 4 jours.

### Spécificités techniques
Les satellites sont prévus d'observer dans le visible, l'infrarouge et l'ultraviolet, dans des longueurs d'onde comprises entre 400 nm et 2 700 nm.
Ils devraient disposer de :
- une caméra panchromatique avec un pas au sol de 2,5 m
- un spectro-imageur hyperspectral, développé sur la base de PRISMA et observant dans la bande (0,4 µm-2,5 µm) dont les performances attendues sont :
  - résolution spectrale : ≤ 10 nm, soit 275 bandes spectrales
  - résolution spatiale : entre 8 m à 10 m
- une caméra infrarouge (4 µm-12 µm)

La fauchée est de 10 km.

### Lancement
Il est estimé que les satellites devraient être lancés vers 2020.